# SN 1947A
SN 1947A – supernowa typu II odkryta 15 marca 1947 roku w galaktyce NGC 3177. W momencie odkrycia miała jasność 16,50m.